# Augusti 2006
| Augusti 2006 |
| Månader under 2006: Januari · Februari · Mars · April · Maj · Juni · Juli · Augusti · September · Oktober · November · December ← December 2005 · Januari 2007 → |

- Fyra svenska kärnkraftsreaktorer, två i Forsmark och två i Oskarshamn, stängs av sedan säkerheten vid verken ifrågasatts. (3 augusti)
- Rebellgruppen Herrens motståndsarmé utlyser en ensidig vapenvila i sitt uppror mot Ugandas regering. (4 augusti)

- Säkerheten vid flygplatsen Heathrow i London skärps efter att planer på omfattande terrordåd avslöjas. (10 augusti)

- FN:s säkerhetsråd antar enhälligt en resolution som är tänkt att stoppa Israel–Libanon-konflikten. (11 augusti)

- Europamästerskapen i friidrott hålls i Göteborg. (6–13 augusti)
- Valkampanjen inför höstens svenska riksdagsval inleds på allvar när det vid midnatt blir tillåtet att sätta upp valaffischer. (19 augusti)

- Finnkampen avgörs i Helsingfors. (25–26 augusti)
- Pluto förlorar sin planetstatus enligt ett beslut av Internationella astronomiska unionen.[1] (24 augusti)
- Naser Dzeljilji hittas skjuten i ett parkeringshus i Göteborg.(26 augusti)

- Den första orkanen för säsongen bildas i Karibiska havet. (27 augusti)

- Minst 49 personer omkommer i ett flyghaveri strax utanför Lexington, Kentucky. (27 augusti)

### Fotnoter
1. ↑  Malin Sandström (24 augusti 2006). ”Pluto inte längre en planet”. Dagens nyheter. http://www.dn.se/nyheter/vetenskap/pluto-inte-langre-en-planet/. Läst 11 september 2016.